# Peter Martens
Peter Mathieu Martens (Rotterdam, 1 maart 1937 - aldaar, 16 april 1992) was een Rotterdamse fotograaf die zich in de loop van zijn carrière toelegde op geëngageerde fotografie. 

## Levensloop
Voor zijn ouders was Peter een onhandelbare jongen en hij werd door hen op het internaat van de Broeders van Liefde te Eindhoven geplaatst. De paters kweekten door hun harde aanpak bij hem een "gezond wantrouwen" tegenover mens en maatschappij. Na de traumatische ervaring van het internaat leidde hij een zwervend bestaan en had verschillende administratieve baantjes. Hij trad in 1956 in dienst bij Lievense & de Munnik Foto en Film, waar hij naast dokawerk trouwreportages maakte. In 1959 werd hij assistent van de fotograaf Leen van Oudgaarden en begon hij een opleiding aan de Fotovakschool in Den Haag.
In 1962 nam Martens ontslag om zijn droom na te jagen om een carrière in de film te beginnen. Uiteindelijk vestigde hij zich twee jaar later als zelfstandig fotograaf in Rotterdam en begon hij te werken voor verschillende weekbladen zoals De Tijd, Nieuwe Revu en Panorama. Hij werd vooral bekend als een straatfotograaf, geïnspireerd door de Amerikaanse traditie van Lewis Hine, Walker Evans, Weegee en Diana Arbus. Hij werkte regelmatig samen met Renate Dorrestein. Zijn werk bracht hem over de hele wereld.
Martens had een scherp oog voor de schaduwkanten van het menselijk leven. Structurele misstanden als honger en armoede waren onderwerpen die regelmatig in zijn werk terugkeerden. 
Zijn werk bestaat voor een groot deel uit portretfotografie, soms in close-up maar merendeels in een context geplaatst. "Als ik geen gezicht of ogen zie op een foto, is het voor mij niet interessant", zei hij eens. Hij werkte veel met bromidedruk, een techniek in de fotografie die vaak werd toegepast bij zwart-witbeelden. Zijn keiharde en grofkorrelige zwart-wit reportages brachten hem veel bekendheid. Hoewel zijn werk door sommigen als immoreel wordt beschouwd vanwege de onverbiddelijke weergave van de rauwe werkelijkheid, ging Martens uiterst integer te werk en behandelde hij de mensen die hij fotografeerde met groot respect. Zijn werk toonde zonder enige opsmuk de harde realiteit van het dagelijks leven. Zijn kleurenreportages hadden een zachtmoediger karakter, zowel qua inhoud als qua uitbeelding.

## Erkenning
Martens kreeg in 1969 als eerste fotograaf in Nederland toegang tot de Beeldende Kunstenaars Regeling, wat niet alleen zijn werk, maar ook de fotografie als een vorm van beeldende kunst erkende. Hij werd genomineerd voor het lidmaatschap van Magnum Photos, maar zonder uiteindelijk lid te worden. In 1977 en 1979 won hij enkele prijzen bij World Press Photo in de categorie Miscellaneous, en in 1984 werd hij bekroond met de Capi-Lux Alblas Prijs voor zijn gehele oeuvre. De Stichting Zilveren Camera riep hem uit tot Fotojournalist van het Jaar 1987.
Zijn archief is ondergebracht in het  Nederlands Fotomuseum. Het Rijksmuseum en het Stedelijk museum hebben foto’s van Martens in hun collectie.  Zijn werk, dat machtsverhoudingen vastlegt en de rauwe realiteit van het leven laat zien, heeft een unieke plaats ingenomen binnen de Nederlandse fotografie.

## Publicaties
- 1/250 op 8 (1978)
- Nothing special (1981)
- ´t Staartje van de fles (1988)
- Cruel Compassion (1989)
- Few loving voices (2012)
- American Testimony (2012)